# Ретироландия
Ретироландия (порт. Retirolândia)  —  муниципалитет в Бразилии, входит в штат Баия. Составная часть мезорегиона Северо-восток штата Баия. Входит в экономико-статистический микрорегион Серринья. Население составляет 10 593 человека на 2006 год. Занимает площадь 203,786 км². Плотность населения — 52,0 чел./км².

## Статистика
- Валовой внутренний продукт на 2003 год составляет 23 624 350,00 реалов (данные: Бразильский институт географии и статистики).
- Валовой внутренний продукт на душу населения на 2003 год составляет 2201,71 реалов (данные: Бразильский институт географии и статистики).
- Индекс развития человеческого потенциала на 2000 год составляет 0,625 (данные: Программа развития ООН).